# Alexandra Jóhannsdóttir
Alexandra Jóhannsdóttir (Reykjavik, 19 maart 2000) is een voetbalspeelster uit IJsland. Ze speelt als middenvelder voor Kristianstads DFF in de Damallsvenskan. 

## Clubcarrière
Jóhannsdóttir begon haar carrière in de academie van Haukar op zesjarige leeftijd. In 2017 maakte ze haar debuut in de Úrvalsdeild, het hoogste niveau van IJsland. Haukar degradeerde dat seizoen naar 1. deild kvenna, het tweede niveau van IJsland. Na de degradatie maakte Jóhannsdóttir de overstap naar Breiðablik Kópavogur.
In 2021 verkaste Jóhannsdóttir naar Duitsland en ging ze voor Eintracht Frankfurt spelen. Na één seizoen waarin ze tot 24 wedstrijden kwam, keerde Jóhannsdóttir terug naar Breiðablik Kópavogur.
In datzelfde jaar ging Jóhannsdóttir een Italiaans avontuur aan door voor ACF Fiorentina te verkassen. Op 28 augustus 2022 maakte Jóhannsdóttir haar debuut in een met 3-1 gewonnen uitwedstrijd bij AC Milan. Haar eerste twee doelpunten volgden in het uitduel tegen Parma Calcio 1913 die met 0-4 werd gewonnen. Na twee jaar voor Fiorentina te hebben gespeeld, maakte Jóhannsdóttir de overstap naar het Zweedse Kristianstads DFF in 2025.

## Statistieken
| Seizoen | Club                 | Land      | Competitie     | Wedstrijden | Doelpunten |
| ------- | -------------------- | --------- | -------------- | ----------- | ---------- |
| 2017    | Haukar               | IJsland   | Úrvalsdeild    | 16          | 2          |
| 2018    | Breiðablik           | IJsland   | Úrvalsdeild    | 18          | 5          |
| 2019    | Breiðablik           | IJsland   | Úrvalsdeild    | 18          | 11         |
| 2020    | Breiðablik           | IJsland   | Úrvalsdeild    | 15          | 10         |
| 2020/21 | Eintracht Frankfurt  | Duitsland | Bundesliga     | 7           | 0          |
| 2021/22 | Eintracht Frankfurt  | Duitsland | Bundesliga     | 17          | 0          |
| 2022/23 | Eintracht Frankfurt  | Duitsland | Bundesliga     | 0           | 0          |
| 2022    | Breiðablik Kópavogur | IJsland   | Úrvalsdeild    | 7           | 3          |
| 2022/23 | ACF Fiorentina       | Italié    | Serie A        | 24          | 5          |
| 2023/24 | ACF Fiorentina       | Italié    | Serie A        | 19          | 3          |
| 2024/25 | ACF Fiorentina       | Italié    | Serie A        | 12          | 1          |
| 2025    | Kristianstads DFF    | Zweden    | Damallsvenskan | 0           | 0          |
| Totaal  | Totaal               | Totaal    | Totaal         | 153         | 40         |

Laatste update: 23 januari 2025

## Interlandcarrière
Jóhannsdóttir maakte haar debuut voor het IJslandse nationale team door in te vallen in januari 2019 in een vriendschappelijke wedstrijd tegen Schotland.
In 2022 werd Jóhannsdóttir opgenomen in de selectie voor het EK 2022. Op dit toernooi speelde IJsland alle wedstrijden gelijk, wat uitschakeling in de groepsfase betekende. Jóhannsdóttir kwam in actie in de groepswedstrijden tegen België en Italië.
Op 6 september 2022 was IJsland heel dicht bij deelname aan haar eerste WK. Met Jóhannsdóttir als invalster, had IJsland aan een gelijkspel tegen Nederland genoeg om zich te plaatsen, maar door een laat doelpunt van Esmee Brugts viel de IJslandse droom in duigen. IJsland plaatste zich nog wel voor de play-offs, maar daarin was Portugal met 4-1 na extra tijd te sterk.